# World Wide Music
World Wide Music är Kosmopoliternas debutalbum som spelades in i Helikopter Studio i Göteborg med Sven Jansson som producent. Albumet gavs ut den 21 januari 1994 på skivbolaget Cosmopolitan Recordings. Skivan såldes i 4000 exemplar.

## Låtlista
1. Intro - 0:19
2. Art Of Living - 4:28
3. Angel - 3:10
4. Music - 5:09
5. Love - 6:50
6. The Tramp - 5:32
7. Keychild - 3:00
8. In The Deep Blue - 3:44
9. In Your Eyes - 4:39
10. I`ve Been Waiting - 4:35
11. Outro - 2:39

## Medverkande
- Johan Grahn - Sång och gitarr
- Stefan Dellenborg - Bas och kör
- Mikael Henriksson - Trummor och kör
- Krister Asplund - Gitarr och kör
- Sven Jansson - Hammond, clavinet och piano
- Michael Greenberg - Sopransaxofon och oboe
- Eric Liftig - Tenorsaxofon
- Gino Devaughn - Trumpet